# Браф, Луиза
Алтея Луиза Браф (в русскоязычных источниках встречается также транскрипция Бро; в замужестве Браф-Клапп, англ. Althea Louise Brough Clapp; 11 марта 1923, Оклахома-Сити — 3 февраля 2014, Виста, Калифорния) — американская теннисистка-любительница. Первая ракетка мира по итогам 1955 года (в общей сложности провела в первой десятке мирового тенниса 10 лет подряд), 35-кратная победительница турниров Большого шлема, в том числе шестикратная в одиночном разряде. Член Международного зала теннисной славы с 1967 года.

## Личная жизнь
Алтея Луиза Браф родилась в Оклахоме, но в четыре года переехала с семьёй в Беверли-Хиллз (Калифорния). Именно там она начала играть в теннис, а в 1944 году получила в лос-анджелесском университете Южной Калифорнии академическую степень по маркетингу и мерчандайзингу. В годы Второй мировой войны ей приходилось распределять своё время между учёбой в университете, участием в соревнованиях и показательными выступлениями для солдат в рамках программы Объединёных организаций обслуживания.
9 августа 1958 года, в 35 лет, Луиза Браф вышла замуж за зубного врача Алана Таунсенда Клаппа. Это ознаменовало конец её активной спортивной карьеры, однако после достижения сорокалетнего возраста она периодически участвовала в соревнованиях ветеранов, в частности выиграв чемпионат США на хардовых кортах в 1971 и 1975 годах в паре с Барбарой Грин-Вейгандт. Луиза, после замужества носившая двойную фамилию Браф-Клапп, также в течение двадцати лет продолжала тренировать детей в Южной Калифорнии, а для собственного удовольствия играла в теннис со внуком Биллом до 81 года. Луиза пережила своего мужа, умершего в 1999 году, на 14 лет, скончавшись у себя дома в Висте (Калифорния) на 91-м году жизни 3 февраля 2014 года.

## Игровая карьера
Браф начала играть в теннис на публичных кортах Беверли-Хиллс сразу после переезда в этот город. Вначале, по собственным воспоминаниям Луизы, она не хотела заниматься теннисом, так как её тётя требовала от неё надевать на игры белое платье. Однако вскоре она начала выигрывать детские турниры, а в 1939 году её тёте приходилось уже возить её через день с юношеского чемпионата США в Филадельфии на взрослый чемпионат в Нью-Йорке и обратно. В 1940 и 1941 году она дважды выигрывала чемпионат США среди девушек в возрасте до 18 лет, а уже в 1942 году завоевала свои первые титулы на национальном взрослом чемпионате, победив в женских и смешанных парах. В одиночном разряде она уступила только в финале Полин Бетц.
Победа на чемпионате США 1942 года в женских парах с Маргарет Осборн стала первой в беспрецедентной серии из девяти подряд, продолжавшейся до 1950 года включительно и до настоящего времени остающейся самой длинной в истории всех четырёх турниров Большого шлема в любом разряде. Бад Коллинз в своей «Теннисной энциклопедии» отмечает, что с 1906 по 1920 год Макс Декюжи и Морис Жермо десять раз подряд выигрывали национальный чемпионат Франции, но в то время он был не международным, а чисто французским, поэтому рекордом турниров Большого шлема является именно результат Браф и Осборн. В дальнейшем пара Браф-Осборн выиграла ещё три чемпионата США — в 1955—1957 годах. Этот результат мог быть ещё более внушительным, если бы они, пропустив чемпионаты 1951 и 1952 годов, в 1953-м реализовали хотя бы один из двух матч-болов в финальном матче против Ширли Фрай и Дорис Харт.
Помимо 12 титулов на чемпионате США, Браф и Осборн (после войны выступавшая под двойной фамилией Осборн-Дюпон) ещё 8 раз становились вместе победительницами турниров Большого шлема — пять раз на Уимблдоне и три на чемпионате Франции. Их суммарный результат в 20 побед на турнирах Большого шлема оставался неповторённым до 1989 года, когда этого рубежа достигли также Мартина Навратилова и Пэм Шрайвер. При этом в одиночном разряде Луиза и Маргарет были непримиримыми соперницами и четыре раза встречались между собой в финалах турниров Большого шлема. В трёх случаях из этих четырёх верх брала более молодая Браф (в том числе в марафонском поединке на Уимблдоне 1949 года, окончившемся со счётом 10-8, 1-6, 10-8 и бывшем для Браф частью игрового дня, включавшего в общей сложности больше пяти часов на корте, 117 геймов в трёх финалах и два титула из трёх). Всего же она выигрывала турниры Большого шлема шесть раз — четырежды на Уимблдоне и по одному разу на чемпионатах Австралии и США. Уимблдонский турнир в послевоенные годы был в целом наиболее успешным для Браф — за десять лет она 21 раз играла в его финалах в различных разрядах, завоевав в общей сложности 13 титулов, в том числе в 1950 году во всех трёх разрядах. Коллинз называет период с 1946 по 1955 год на Уимблдонском турнире «десятилетием Браф». В миксте Браф побеждала в общей сложности с четырьмя разными партнёрами (по четыре раза в Лондоне и Нью-Йорке), а общее число её титулов в женских парах составляет 21. Единственную победу не в паре с Осборн Луиза одержала в 1950 году на чемпионате Австралии, куда Маргарет традиционно не ездила; тем самым она стала одновременной обладательницей всех четырёх титулов на турнирах Большого шлема в парном разряде — комбинация, которую в настоящее время называют «некалендарным (или неклассическим) Большим шлемом».
Помимо индивидуальных теннисных турниров, Браф защищала честь американского флага в Кубке Уайтмен — ежегодном матче сборных США и Великобритании. За 12 лет она не отдала британским соперницам ни одной игры, одержав 12 побед в одиночном и 10 в парном разряде и победив со сборной США во всех двенадцати матчах.
Луиза Браф входила в десятку сильнейших теннисисток США 16 раз между 1941 и 1957 годами, заняв в ней первую строчку в 1947 году. В рейтинге десяти сильнейших теннисисток мира, публикуемом ежегодно газетой The Telegraph, она находилась ежегодно с 1946 по 1957 год, поднявшись на первое место тоже лишь однажды — в 1955 году, после своей четвёртой победы на Уимблдоне, но четыре раза занимая вторую строчку. По общему количеству завоёванных титулов на турнирах Большого шлема во всех разрядах она уступает только четырём теннисисткам в истории (Маргарет Смит-Корт, Мартине Навратиловой, Билли-Джин Кинг и Осборн-Дюпон), деля пятое место с Дорис Харт. В 1967 году имя Луизы Браф было внесено в списки Национального (с 1975 года Международного) зала теннисной славы.

### Стиль игры и манера поведения
Согласно экспертам, Луиза Браф входила в число лучших мастеров игры у сетки. Она также обладала сильнейшей закрученной подачей, отлично играла закрытой ракеткой и покрывала всю левую половину корта в парных встречах. Эта манера игры идеально подходила для быстрых травяных кортов Уимблдона и Форест-Хилс, где в те годы проходил чемпионат США, и гораздо хуже — для медленных грунтовых кортов чемпионата Франции, где Браф не только не завоевала ни одного титула в одиночном разряде, но даже и не выходила в финал. Современники говорят о том, что её ударами можно было любоваться и в её лучшие годы, и позже, когда она участвовала в соревнованиях ветеранов, и лишь иногда, когда у Луизы сдавали нервы, её знаменитая подача начинала давать сбои. При этом и на корте, и в повседневной жизни Браф оставалась неизменно скромной и вежливой — Бад Коллинз даже называет её «стеснительной».

## Финалы турниров Большого шлема за карьеру
| Результат | Год  | Турнир                  | Покрытие | Соперница в финале    | Счёт в финале   |
| --------- | ---- | ----------------------- | -------- | --------------------- | --------------- |
| Поражение | 1942 | Чемпионат США           | Трава    | Полин Бетц            | 6-4, 1-6, 4-6   |
| Поражение | 1943 | Чемпионат США (2)       | Трава    | Полин Бетц            | 3-6, 7-5, 3-6   |
| Поражение | 1946 | Уимблдонский турнир     | Трава    | Полин Бетц            | 2-6, 4-6        |
| Победа    | 1947 | Чемпионат США           | Трава    | Маргарет Осборн       | 8-6, 4-6, 6-1   |
| Победа    | 1948 | Уимблдонский турнир     | Трава    | Дорис Харт            | 6-3, 8-6        |
| Поражение | 1948 | Чемпионат США (3)       | Трава    | Маргарет Осборн-Дюпон | 6-4, 4-6, 13-15 |
| Победа    | 1949 | Уимблдонский турнир (2) | Трава    | Маргарет Осборн-Дюпон | 10-8, 1-6, 10-8 |
| Победа    | 1950 | Чемпионат Австралии     | Трава    | Дорис Харт            | 6-4, 3-6, 6-4   |
| Победа    | 1950 | Уимблдонский турнир (3) | Трава    | Маргарет Осборн-Дюпон | 6-1, 3-6, 6-1   |
| Поражение | 1952 | Уимблдонский турнир (2) | Трава    | Морин Коннолли        | 5-7, 3-6        |
| Поражение | 1954 | Уимблдонский турнир (3) | Трава    | Морин Коннолли        | 2-6, 5-7        |
| Поражение | 1954 | Чемпионат США (4)       | Трава    | Дорис Харт            | 8-6, 1-6, 6-8   |
| Победа    | 1955 | Уимблдонский турнир (4) | Трава    | Беверли Бейкер-Флейц  | 7-5, 8-6        |
| Поражение | 1957 | Чемпионат США (5)       | Трава    | Алтея Гибсон          | 3-6, 2-6        |

| Результат | Год  | Турнир                  | Покрытие | Партнёрша             | Соперницы в финале                          | Счёт в финале  |
| --------- | ---- | ----------------------- | -------- | --------------------- | ------------------------------------------- | -------------- |
| Победа    | 1942 | Чемпионат США           | Трава    | Маргарет Осборн       | Полин Бетц Дорис Харт                       | 2-6, 7-5, 6-0  |
| Победа    | 1943 | Чемпионат США (2)       | Трава    | Маргарет Осборн       | Полин Бетц Дорис Харт                       | 6-4, 6-3       |
| Победа    | 1944 | Чемпионат США (3)       | Трава    | Маргарет Осборн       | Полин Бетц Дорис Харт                       | 4-6, 6-4, 6-3  |
| Победа    | 1945 | Чемпионат США (4)       | Трава    | Маргарет Осборн       | Полин Бетц Дорис Харт                       | 6-3, 6-3       |
| Победа    | 1946 | Уимблдонский турнир     | Трава    | Маргарет Осборн       | Полин Бетц Дорис Харт                       | 6-3, 2-6, 6-3  |
| Победа    | 1946 | Чемпионат Франции       | Грунт    | Маргарет Осборн       | Полин Бетц Дорис Харт                       | 6-4, 0-6, 6-1  |
| Победа    | 1946 | Чемпионат США (5)       | Трава    | Маргарет Осборн       | Мэри Арнольд-Прентисс Патрисия Каннинг-Тодд | 6-1, 6-3       |
| Поражение | 1947 | Уимблдонский турнир     | Трава    | Маргарет Осборн       | Патрисия Каннинг-Тодд Дорис Харт            | 6-3, 4-6, 5-7  |
| Победа    | 1947 | Чемпионат Франции (2)   | Грунт    | Маргарет Осборн       | Полин Бетц Патрисия Каннинг-Тодд            | 7-5, 6-2       |
| Победа    | 1947 | Чемпионат США (6)       | Трава    | Маргарет Осборн-Дюпон | Патрисия Каннинг-Тодд Дорис Харт            | 5-7, 6-3, 7-5  |
| Победа    | 1948 | Уимблдонский турнир (2) | Трава    | Маргарет Осборн-Дюпон | Патрисия Каннинг-Тодд Дорис Харт            | 6-3, 3-6, 6-3  |
| Победа    | 1948 | Чемпионат США (7)       | Трава    | Маргарет Осборн-Дюпон | Патрисия Каннинг-Тодд Дорис Харт            | 6-4, 8-10, 6-1 |
| Победа    | 1949 | Чемпионат Франции (3)   | Грунт    | Маргарет Осборн-Дюпон | Джой Ганнон Бетти Хилтон                    | 7-5, 6-1       |
| Победа    | 1949 | Уимблдонский турнир (3) | Трава    | Маргарет Осборн-Дюпон | Патрисия Каннинг-Тодд Гасси Моран           | 8-6, 7-5       |
| Победа    | 1949 | Чемпионат США (8)       | Трава    | Маргарет Осборн-Дюпон | Ширли Фрай Дорис Харт                       | 6-4, 10-8      |
| Победа    | 1950 | Чемпионат Австралии     | Трава    | Дорис Харт            | Тельма Койн-Лонг Нэнси Уинн-Болтон          | 6-2, 2-6, 6-3  |
| Поражение | 1950 | Чемпионат Франции       | Грунт    | Маргарет Осборн-Дюпон | Ширли Фрай Дорис Харт                       | 6-1, 5-7, 2-6  |
| Победа    | 1950 | Уимблдонский турнир (4) | Трава    | Маргарет Осборн-Дюпон | Ширли Фрай Дорис Харт                       | 6-4, 5-7, 6-1  |
| Победа    | 1950 | Чемпионат США (9)       | Трава    | Маргарет Осборн-Дюпон | Ширли Фрай Дорис Харт                       | 6-2, 6-3       |
| Поражение | 1951 | Уимблдонский турнир (2) | Трава    | Маргарет Осборн-Дюпон | Ширли Фрай Дорис Харт                       | 3-6, 11-13     |
| Поражение | 1952 | Уимблдонский турнир (3) | Трава    | Морин Коннолли        | Ширли Фрай Дорис Харт                       | 6-8, 3-6       |
| Поражение | 1952 | Чемпионат США           | Трава    | Морин Коннолли        | Ширли Фрай Дорис Харт                       | 8-10, 4-6      |
| Поражение | 1953 | Чемпионат США (2)       | Трава    | Маргарет Осборн-Дюпон | Ширли Фрай Дорис Харт                       | 2-6, 9-7, 7-9  |
| Победа    | 1954 | Уимблдонский турнир (5) | Трава    | Маргарет Осборн-Дюпон | Ширли Фрай Дорис Харт                       | 4-6, 9-7, 6-3  |
| Поражение | 1954 | Чемпионат США (3)       | Трава    | Маргарет Осборн-Дюпон | Ширли Фрай Дорис Харт                       | 4-6, 4-6       |
| Победа    | 1955 | Чемпионат США (10)      | Трава    | Маргарет Осборн-Дюпон | Ширли Фрай Дорис Харт                       | 6-3, 1-6, 6-3  |
| Победа    | 1956 | Чемпионат США (11)      | Трава    | Маргарет Осборн-Дюпон | Бетти Пратт Ширли Фрай                      | 6-3, 6-0       |
| Победа    | 1957 | Чемпионат США (12)      | Трава    | Маргарет Осборн-Дюпон | Алтея Гибсон Дарлин Хард                    | 6-2, 7-5       |

| Результат | Год  | Турнир                  | Покрытие | Партнёр         | Соперники в финале                  | Счёт в финале  |
| --------- | ---- | ----------------------- | -------- | --------------- | ----------------------------------- | -------------- |
| Победа    | 1942 | Чемпионат США           | Трава    | Тед Шрёдер      | Патрисия Каннинг-Тодд Алеха Расселл | 3-6, 6-1, 6-4  |
| Победа    | 1946 | Уимблдонский турнир     | Трава    | Том Браун       | Дороти Банди Джефф Браун            | 6-4, 6-4       |
| Поражение | 1946 | Чемпионат США           | Трава    | Роберт Кимбрелл | Маргарет Осборн Билл Талберт        | 3-6, 4-6       |
| Победа    | 1947 | Уимблдонский турнир (2) | Трава    | Джон Бромвич    | Нэнси Уинн-Болтон Колин Лонг        | 1-6, 6-4, 6-2  |
| Победа    | 1947 | Чемпионат США (2)       | Трава    | Джон Бромвич    | Гасси Моран Панчо Сегура            | 6-3, 6-1       |
| Победа    | 1948 | Уимблдонский турнир (3) | Трава    | Джон Бромвич    | Дорис Харт Фрэнк Седжмен            | 6-2, 3-6, 6-3  |
| Победа    | 1948 | Чемпионат США (3)       | Трава    | Том Браун       | Маргарет Осборн-Дюпон Билл Талберт  | 6-4, 6-4       |
| Поражение | 1949 | Уимблдонский турнир     | Трава    | Джон Бромвич    | Шейла Пирси-Саммерс Эрик Стёрджесс  | 7-9, 11-9, 5-7 |
| Победа    | 1949 | Чемпионат США (4)       | Трава    | Эрик Стёрджесс  | Маргарет Осборн-Дюпон Билл Талберт  | 4-5, 6-3, 7-5  |
| Победа    | 1950 | Уимблдонский турнир (4) | Трава    | Эрик Стёрджесс  | Патрисия Каннинг-Тодд Джефф Браун   | 11-9, 1-6, 6-4 |
| Поражение | 1955 | Уимблдонский турнир (2) | Трава    | Энрике Мореа    | Дорис Харт Вик Сейксас              | 6-8, 6-2, 3-6  |